# Municipio de Rome (Míchigan)
El municipio de Rome (en inglés: Rome Township) es un municipio ubicado en el condado de Lenawee en el estado estadounidense de Míchigan. En el año 2010 tenía una población de 1791 habitantes y una densidad poblacional de 19,27 personas por km².

## Geografía
El municipio de Rome se encuentra ubicado en las coordenadas 41°56′33″N 84°11′6″O / 41.94250, -84.18500. Según la Oficina del Censo de los Estados Unidos, el municipio tiene una superficie total de 92.96 km², de la cual 92,89 km² corresponden a tierra firme y (0,08 %) 0,07 km² es agua.

## Demografía
Según el censo de 2010, había 1791 personas residiendo en el municipio de Rome. La densidad de población era de 19,27 hab./km². De los 1791 habitantes, el municipio de Rome estaba compuesto por el 96,93 % blancos, el 0,34 % eran afroamericanos, el 0,28 % eran amerindios, el 0,11 % eran isleños del Pacífico, el 0,39 % eran de otras razas y el 1,95 % eran de una mezcla de razas. Del total de la población el 3,24 % eran hispanos o latinos de cualquier raza.